# Eleutherodactylus llojsintuta
Eleutherodactylus llojsintuta là một loài ếch trong họ Leptodactylidae. Chúng là loài đặc hữu của Bolivia.
Môi trường sống tự nhiên của nó là các khu rừng vùng núi ẩm nhiệt đới hoặc cận nhiệt đới.